# 霜田美樹雄
霜田 美樹雄（しもだ みきお、1920年3月30日 - 2016年2月5日）は、日本の政治学者。早稲田大学名誉教授。
東京生まれ。1947年早稲田大学政治経済学部卒。名城大学助教授、早稲田大学政経学部教授。1989年退職、名誉教授、聖学院大学政治経済学部教授。1980年『キリスト教は如何にしてローマに広まったか』でマルコ・ポーロ賞受賞。1995年、勲三等瑞宝章受章。墓所は多磨霊園。

## 著書
- 『政治学方法論 政治学の数量的研究』学精社 1954
- 『政治学概論』ミネルヴァ書房 1959
- 『政治学通解』法学書院 1961
- 『政治と宗教 ソ連邦政治の宗教政策』成文堂 1972
- 『マルクス主義と宗教』第三文明社 1976
- 『キリスト教は如何にしてローマに広まったか』早稲田大学出版部 1980
- 『キリスト教は如何にして現代に生きるか』早稲田大学出版部 1988
- 『神の存在 科学の限界性』北樹出版 フマニタス選書 1990

翻訳
- G.ヨネスク『社会主義政治論』竹花光範,渡辺重範共訳 早稲田大学出版部 現代政治学入門講座 1975

## 論文
- Cinii